# Navia (Spanje)
Navia is een gemeente in de Spaanse provincie en regio Asturië met een oppervlakte van 63,11 km². Navia telt 8.509 inwoners (1 januari 2016).

## Demografische ontwikkeling
Bron: INE; 1857-2011: volkstellingen
Opm.: In 1877 werd Villayón een zelfstandige gemeente